# Helmut Rössler
Helmut Rössler (* 22. März 1922; † 9. Februar 2019 in Bonn) war ein deutscher Facharzt und Hochschullehrer für Orthopädie und Unfallchirurgie.

## Leben und Werk
Helmut Rössler absolvierte sein Medizinstudium während des Zweiten Weltkrieges. Zu Kriegsende geriet er in amerikanische Kriegsgefangenschaft. 1948 erhielt er seine Approbation als Arzt. Er beendete am Hüfferstift in Münster bei Peter Pitzen seine Ausbildung zum Facharzt für Orthopädie. Dort habilitierte er sich auch 1953. 1954 wechselte er zu Alfred Gütgemann an die Chirurgische Universitätsklinik in Bonn, um eine neue orthopädische Abteilung aufzubauen. 1961 wurde er Gründungsdirektor der Orthopädischen Universitätsklinik Bonn und 1967 der erste Ordinarius für Orthopädie dort.
Dem Thema seiner Habilitationsschrift „Neuere Erkenntnisse über die Biologie der Mesenchymerkrankungen“ blieb er sein gesamtes Forscherleben treu. Rössler galt in seiner Zeit als einer der führenden Fachleute auf dem Gebiet der mesenchymatischen Krankheiten. 1971 richtete er als Präsident der Deutschen Gesellschaft für Orthopädie und Traumatologie den Arbeitskreis Rheumaorthopädie ein, der sich mit den entzündlichen Krankheiten des Mesenchyms befasste.
Sein „Kurzgefasstes Lehrbuch der Orthopädie“, das er von seinem akademischen Lehrer Peter Pitzen (1886–1977) übernommen hatte, war lange das Standardlehrbuch der Orthopädie für angehende Mediziner.
Rössler wurde 1962 zum Präsidenten der Nordwestdeutschen Orthopädenvereinigung und 1971 zum Präsidenten der Deutschen Gesellschaft für Orthopädie und Traumatologie (DGOT) gewählt. 1972 wurde Rössler Mitglied in der Deutschen Akademie der Naturforscher Leopoldina. Helmut Rössler erhielt 1987 das Bundesverdienstkreuz 1. Klasse.